# As the Wind Blows
As the Wind Blows est un film muet américain réalisé par Frank Lloyd et sorti en 1914.

## Synopsis
L'histoire d'amour entre Anna, une sténographe, et son patron.

## Fiche technique
- Titre : As the Wind Blows
- Réalisation : Frank Lloyd
- Production : Rex Motion Picture Company
- Distribution : Universal Film Manufacturing Company
- Genre : Film dramatique
- Dates de sortie : 
  - États-Unis : 27 septembre 1914

## Distribution
- Herbert Rawlinson : le jeune ingénieur
- Ann Little : la femme
- William Worthington : le mari
- Frank Lloyd
- Helen Wright
- Carmen Phillips